# Антон фон Винцор
Антон фон Винцор (7. јун 1844 — 30. април 1910) био је политичар из Аустроугарске, који је обављао дужност гувернера Босне и Херцеговине од 1907. до 1909. године.
Био је први гувернер Босне и Херцеговине након анексије 1908. Дужност гувернера је обављао од 30. јула 1907. до 7. марта 1909.